# Cheumatopsyche villosa
Cheumatopsyche villosa är en nattsländeart som först beskrevs av Navás 1934.  Cheumatopsyche villosa ingår i släktet Cheumatopsyche och familjen ryssjenattsländor. Inga underarter finns listade i Catalogue of Life.